# Rue René-Dragon
La rue René-Dragon est une voie publique de la commune française de Rouen.

## Situation et accès
La rue René-Dragon est située sur la rive droite de la Seine à Rouen. Elle se trouve en lieu et place de l'ancien lieu-dit Pré de la Bataille, qui constitue plus tard une portion du faubourg Cauchoise. Elle appartient désormais au quartier Pasteur-Madeleine. Elle est parfaitement rectiligne.

## Origine du nom
Elle porte le nom de René Dragon (1887-1944), ancien combattant de l'armée française lors de la Première Guerre mondiale puis des Forces Françaises de l'intérieur lors de l'Occupation.

## Historique
Jusqu'en 2006, cette voie était une ancienne portion de la rue du Pré-de-la-Bataille.